# Courtois-sur-Yonne
 Courtois-sur-Yonne  es una comuna y población de Francia, en la región de Borgoña, departamento de Yonne, en el distrito de Sens y cantón de Sens Oeste.
Su población en el censo de 1999 era de 553 habitantes.
Está integrada en la Communauté de communes du Sénonais .

## Demografía
| 233 | 282 | 357 | 464 | 560 | 553 |
| Para los censos de 1962 a 1999 la población legal corresponde a la población sin duplicidades (Fuente: INSEE [Consultar]) |     |     |     |     |     |